# Vĩnh Lạc (huyện)
Vĩnh Lạc là một huyện cũ thuộc tỉnh Vĩnh Phú. Tồn tại từ ngày 5 tháng 7 năm 1977 đến ngày 7 tháng 10 năm 1995.

## Vị trí địa lý và hành chính
Huyện Vĩnh Lạc có vị trí địa lý:
- Phía Bắc giáp 2 huyện Lập Thạch và Tam Đảo
- Phía Tây giáp thành phố Việt Trì với ranh giới là sông Lô và huyện Ba Vì của tỉnh Hà Tây với ranh giới là sông Hồng
- Phía Nam giáp thị xã Sơn Tây và huyện Phúc Thọ của tỉnh Hà Tây với ranh giới là sông Hồng
- Phía Đông giáp huyện Mê Linh

Huyện Vĩnh Lạc gồm thị trấn Vĩnh Tường và 45 xã: An Tường, Bình Định, Bình Dương, Bồ Sao, Cao Đại, Chấn Hưng, Đại Đồng, Đại Tự, Đồng Cương, Đồng Văn, Hồng Châu, Hồng Phương, Kim Xá, Liên Châu, Lũng Hòa, Lý Nhân, Minh Tân, Nghĩa Hưng, Ngũ Kiên, Nguyệt Đức, Phú Đa, Phú Thịnh, Tam Hồng, Tam Phúc, Tân Cương, Tân Tiến, Tề Lỗ, Thổ Tang, Thượng Trung, Trung Hà, Trung Kiên, Trung Nguyên, Tứ Trưng, Tuân Chính, Văn Tiến, Vân Xuân, Việt Xuân, Vĩnh Ninh, Vĩnh Sơn, Vĩnh Thịnh, Vũ Di, Yên Bình, Yên Đồng, Yên Lập, Yên Phương.

## Lịch sử
Huyện Vĩnh Lạc được thành lập vào ngày 5 tháng 7 năm 1977, trên cơ sở hợp nhất huyện Vĩnh Tường và huyện Yên Lạc. Riêng 2 thôn Mộ Chu Hạ và Lang Đài thuộc xã Bồ Sao của huyện Vĩnh Tường sáp nhập vào thị trấn Bạch Hạc của thành phố Việt Trì (nay là phường Bạch Hạc). Khi hợp nhất, huyện Vĩnh Lạc gồm thị trấn Vĩnh Tường và 45 xã: An Tường, Bình Định, Bình Dương, Bồ Sao, Cao Đại, Chấn Hưng, Đại Đồng, Đại Tự, Đồng Cương, Đồng Văn, Hồng Châu, Hồng Phương, Kim Xá, Liên Châu, Lũng Hòa, Lý Nhân, Minh Tân, Nghĩa Hưng, Ngũ Kiên, Nguyệt Đức, Phú Đa, Phú Thịnh, Tam Hồng, Tam Phúc, Tân Cương, Tân Tiến, Tề Lỗ, Thổ Tang, Thượng Trung, Trung Hà, Trung Kiên, Trung Nguyên, Tứ Trưng, Tuân Chính, Văn Tiến, Vân Xuân, Việt Xuân, Vĩnh Ninh, Vĩnh Sơn, Vĩnh Thịnh, Vũ Di, Yên Bình, Yên Đồng, Yên Lập, Yên Phương.
Ngày 7 tháng 10 năm 1995, huyện Vĩnh Lạc lại được tách trở lại như trước khi hợp nhất, thành 2 huyện Vĩnh Tường và Yên Lạc:
- Huyện Vĩnh Tường có 28 xã: An Tường, Bình Dương, Bồ Sao, Cao Đại, Chấn Hưng, Đại Đồng, Kim Xá, Lũng Hòa, Lý Nhân, Nghĩa Hưng, Ngũ Kiên, Phú Đa, Phú Thịnh, Tam Phúc, Tân Cương, Tân Tiến, Thổ Tang, Thượng Trung, Tứ Trưng, Tuân Chính, Vân Xuân, Việt Xuân, Vĩnh Ninh, Vĩnh Sơn, Vĩnh Thịnh, Vũ Di, Yên Bình, Yên Lập.
- Huyện Yên Lạc có 17 xã: Bình Định, Đại Tự, Đồng Cương, Đồng Văn, Hồng Châu, Hồng Phương, Liên Châu, Minh Tân, Nguyệt Đức, Tam Hồng, Tề Lỗ, Trung Hà, Trung Kiên, Trung Nguyên, Văn Tiến, Yên Đồng, Yên Phương.